# Victoria Brown
Victoria Brown – australijska judoczka.
Brązowa medalistka mistrzostw Oceanii w 1985. Brązowa medalistka mistrzostw Australii w 2003 roku.